# Le Petit Var

Le Petit Var est un quotidien républicain socialiste fondé à Toulon en 1880 par le maire de la ville, Henri Dutasta, qui en devint redacteur en chef. Il est par la suite racheté par Pierre Laval, puis par Raymond Patenôtre.
Le journaliste Gaillard-Bourrageas en était un des actionnaires. En 1894, Prosper Ferrero, ancien maire et député de Toulon a été rédacteur en chef de ce journal.
L'Ordonnance du 21 avril 1944 ne lui permit pas de reparaître à la libération.